# Theridion nigropunctatum
Theridion nigropunctatum är en spindelart som beskrevs av Lucas 1846. Theridion nigropunctatum ingår i släktet Theridion och familjen klotspindlar. Inga underarter finns listade i Catalogue of Life.